# Secret Weapons of the Luftwaffe
Secret Weapons of the Luftwaffe est un jeu vidéo de combat aérien développé et édité par Lucasfilm Games, sorti en 1991 sur DOS. C’est le troisième jeu d’une trilogie de jeu se déroulant pendant la Seconde Guerre mondiale et publié par Lucasfilm après Battlehawks 1942 (1988) et Their Finest Hour: The Battle of Britain (1989).

## Accueil
- Computer Gaming World : 4,5/5[1]